# アキバ・ベン・ヨセフ

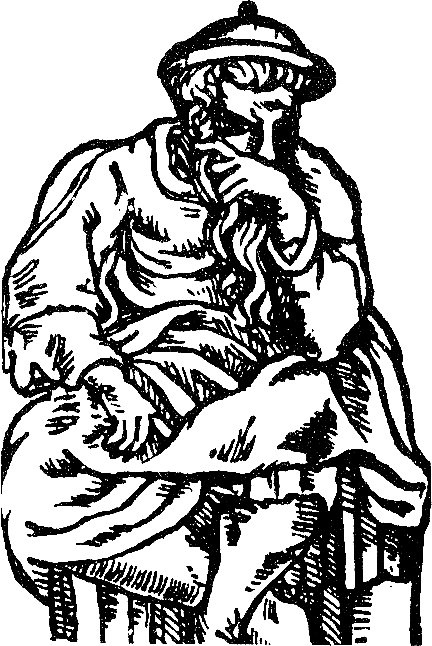
アキバ・ベン・ヨセフ

アキバ・ベン・ヨセフ（ヘブライ語: רבי עקיבא、Akiva ben Yosef, Rabbi ‘aqibha’ ben Yoseph, 50年 - 135年頃）は、紀元1世紀末から2世紀にかけて活躍した、ユダヤ教最高の律法学者の一人。ラビ・アキバとも呼ばれる。

## 生涯
アキバ・ベン・ヨセフとは「ヨセフの子アキバ」という意味である。アキバは無学な羊飼いであったと言われる。40代になって自分の息子と一緒にアルファベット（アレフベート）を学んだという。ロード (イスラエル)で律法を学び、後にロードとブネ・ブラックでも学塾を開き、多くの学者を輩出した。
アキバは、トーラーの口伝伝承を対象別に整理して解釈することで、ミシュナの基礎を築き、ハラハ（ユダヤ法）の発展に決定的影響を与えた。聖書の『雅歌』の重要性を説いたことでも知られる。
132年、ローマ帝国のユダヤ教弾圧に対して、ユダヤ人が反乱を起こした。これをバル・コクバの乱、又は、第2次ユダヤ戦争という。反乱の首領はバル・コクバ（星の子）とよばれるメシア的な指導者であった。当時高名な律法学者だったアキバは、『民数記』24章17節の「ヤコブから一つの星（コーカーブ）が出る」という句をバル・コクバと結びつけて解し、また、実際に彼をメシアと認めたと伝えられている。
135年、アキバはローマ軍に捕らえられ、処刑されている。